# نيد باري
نيد باري (بالإنجليزية: Ned Barry)‏ هو لاعب اتحاد الرغبي نيوزلندي، ولد في 3 سبتمبر 1905 في Temuka ‏ في نيوزيلندا، وتوفي في 12 ديسمبر 1993 في أوكلاند في نيوزيلندا بسبب مرض.